# Distrito de Wieluń
Wieluń (polaco: powiat wieluński) es un distrito del voivodato de Łódź (Polonia). Fue constituido el 1 de enero de 1999 como resultado de la reforma del gobierno local de Polonia aprobada el año anterior. Limita con otros siete distritos: al norte con Sieradz, al nordeste con Łask, al este con Bełchatów y Pajęczno, al sudeste con Kłobuck, al sur con Olesno y al oeste con Wieruszów; y está dividido en diez municipios: uno urbano-rural (Wieluń) y nueve rurales (Biała, Czarnożyły, Konopnica, Mokrsko, Pątnów, Osjaków, Ostrówek, Skomlin y Wierzchlas). En 2011, según la Oficina Central de Estadística polaca, el distrito tenía una superficie de 926,48 km² y una población de 77 650 habitantes.